# Cannon Beach

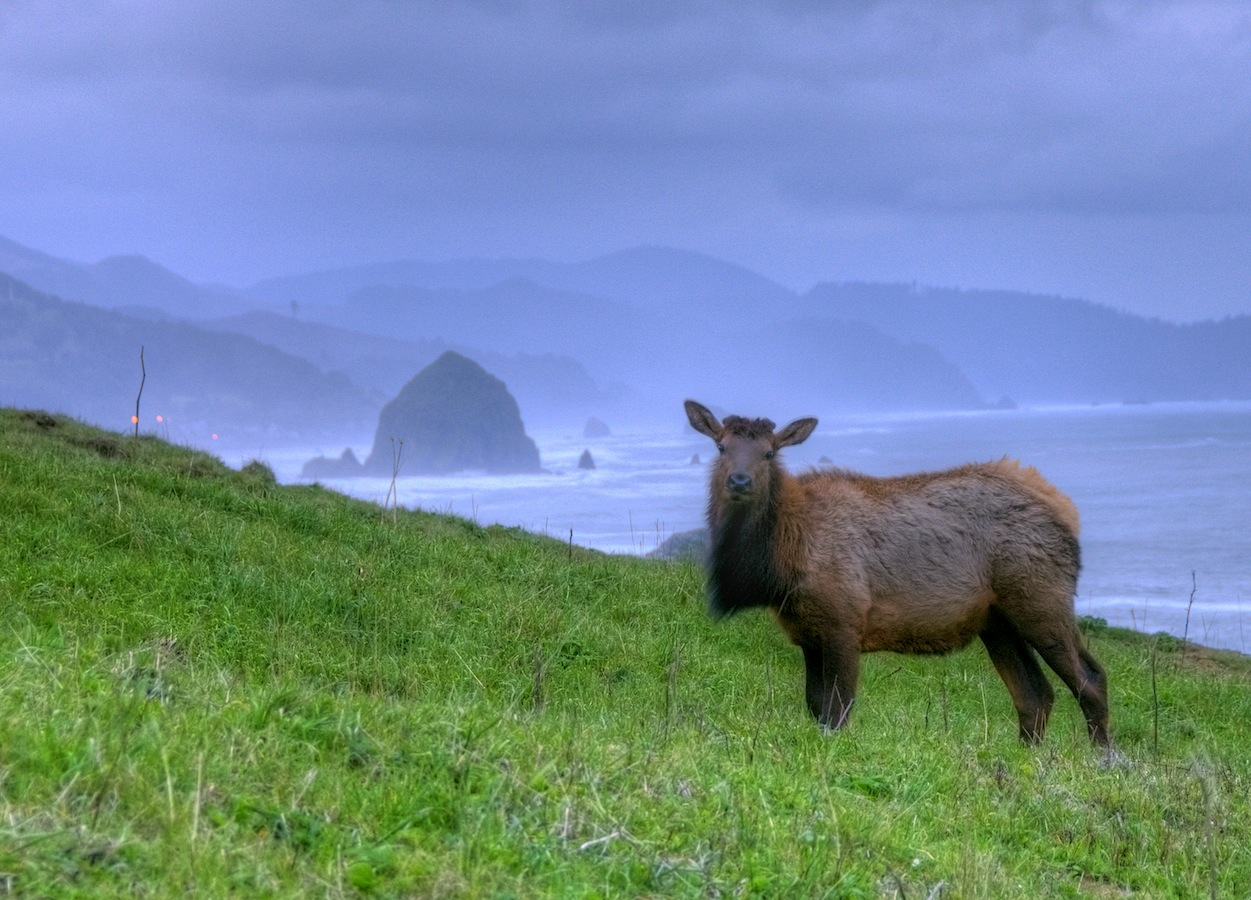
Vapiti tehén a Haystack-sziklánál

Cannon Beach az Amerikai Egyesült Államok északnyugati részén, Oregon állam Clatsop megyéjében helyezkedik el. A 2010. évi népszámláláskor 1690 lakosa volt. A város területe 3,99 km², melynek 100%-a szárazföld.

## Történet
1805-ben William Clark, a Lewis–Clark-expedíció vezetője volt az első, aki bizonyíthatóan ideutazott. A felfedezők a Clatsop-erődben töltötték a telet, a Columbia folyó torkolatától 32 km-re északra. 1805 decemberében a néhány kilométerrel délre, az Ecola-patak torkolatánál partra sodródott bálna zsírjával tértek vissza szállásukra. Clark később maga vágott neki a régió felfedezésének. Állítása szerint az volt a legszebb kilátás, amit valaha látott. A később „Clark nézőpontja” néven elhíresült hely az Indian-partról induló ösvényen érhető el az Ecola állami parkban.
Clark és néhány társa (például Sacagawea) 1806. január 10-én, három nap után értek a bálna teteméhez. Útközben az éppen későbbi tárolásra zsírt főző tillamook indiánoktól 140 kg bálnazsírt és bálnaolajat vettek, majd visszatértek az erődbe. A Hemlock Street északi végén egy fa bálnaszobor állít emléket a találkozónak.
A mai Ecola-patak területe az Ekoli nevet kapta, ami a chinook indiánok nyelvén bálnát jelent. A későbbi telepesek Elk-patakra nevezték át, és Elk Creek néven alapították meg első közösségüket.
1846-ban a haditengerészet Shark hajójáról származó ágyúlöveget sodort partra a víz a nem messzi Arch Cape-től északra. A hajó akkor futott zátonyra, amikor a Columbia-turzáson, más néven a „Csendes-óceán temetőjén” próbált átjutni. Az 1898-ban újra felfedezett töltet adta az ötletet a város nevéhez. 1922-től hívják Elk Creek helyett Cannon Beachnek (az Ecola-pataktól 13 km-re délre kezdődő és Arch Cape-nél végződő partszakasz után); a névváltoztatást a posta kezdeményezte, ugyanis a nevet gyakran összekeverték Eola nevével. Az Ecola-patakot Clark tiszteletére nevezték át.
Az ágyúlöveg ma a helyi múzeumban van kiállítva; egy másolatot a 101-es út mellé is kihelyeztek. Még két, a feltételezések szerint ugyanazon hajóról származó löveget fedeztek fel Arch Cape-től északra 2008. február 16-án.
A 101-es út egy hídja a város északi részén vezetett keresztül, de az 1964-es alaszkai földrengésben ez súlyosan megrongálódott. Cannon Beach az eset óta a területen minden júniusban homokvárépítő versenyt rendez.

## Éghajlat
A térség nyarai melegek (de nem forróak) és szárazak; a havi maximum átlaghőmérséklet 22 °C. A Köppen-skála alapján a város éghajlata meleg nyári mediterrán. A legcsapadékosabb a november–január, a legszárazabb pedig a július–augusztus közötti időszak. A legmelegebb hónap augusztus, a leghidegebb pedig december.
| Hónap                         | Jan.  | Feb.  | Már. | Ápr. | Máj. | Jún. | Júl. | Aug. | Szep. | Okt. | Nov.  | Dec.  | Év    |
| ----------------------------- | ----- | ----- | ---- | ---- | ---- | ---- | ---- | ---- | ----- | ---- | ----- | ----- | ----- |
| Rekord max. hőmérséklet (°C)  | 22,8  | 31,7  | 25,6 | 31,7 | 36,7 | 36,7 | 40,6 | 40,0 | 36,1  | 33,3 | 26,1  | 20,6  | 40,6  |
| Átlagos max. hőmérséklet (°C) | 10,0  | 11,1  | 11,7 | 12,8 | 15,0 | 16,1 | 17,8 | 18,3 | 18,3  | 15,6 | 11,7  | 9,4   | 14,0  |
| Átlaghőmérséklet (°C)         | 7,0   | 7,2   | 7,8  | 8,9  | 11,1 | 13,1 | 14,5 | 15,0 | 13,9  | 13,3 | 8,4   | 6,1   | 10,5  |
| Átlagos min. hőmérséklet (°C) | 3,9   | 3,3   | 3,9  | 5,0  | 7,2  | 10,0 | 11,1 | 11,7 | 9,4   | 7,2  | 5,0   | 2,8   | 6,7   |
| Rekord min. hőmérséklet (°C)  | −11,7 | −12,8 | −6,1 | −5,0 | −3,3 | 2,2  | 1,7  | 3,3  | −0,6  | −4,4 | −10,0 | −15,0 | −15,0 |
| Átl. csapadékmennyiség (mm)   | 277   | 224   | 224  | 150  | 104  | 79   | 36   | 36   | 61    | 165  | 300   | 269   | 1925  |
| Forrás: The Weather Channel   |       |       |      |      |      |      |      |      |       |      |       |       |       |

## Népesség

### 2010
A 2010-es népszámláláskor a városnak 1690 lakója, 759 háztartása és 415 családja volt. A népsűrűség 423,7 fő/km². A lakóegységek száma 1812, sűrűségük 454,3 db/km². A lakosok 88,4%-a fehér, 0,1%-a afroamerikai, 0,4%-a indián, 0,4%-a ázsiai, 0,2%-a a Csendes-óceáni szigetekről származik, 9,1%-a egyéb-, 1,5% pedig kettő vagy több etnikumú. A spanyol vagy latino származásúak aránya 12,7% (11,4% mexikói, 1,4% pedig egyéb spanyol/latino származású).
A háztartások 19,1%-ában élt 18 évnél fiatalabb. 45,1% házas, 7,4% egyedülálló nő, 2,2% pedig egyedülálló férfi; 45,3% pedig nem család. 38,1% egyedül élt; 13,3%-uk 65 éves vagy idősebb. Egy háztartásban átlagosan 2,07 személy élt; a családok átlagmérete 2,7 fő.
A medián életkor 46,4 év volt. A város lakóinak 16,4%-a 18 évesnél fiatalabb, 12,3% 18 és 24 év közötti, 20%-uk 25 és 44 év közötti, 31,6%-uk 45 és 64 év közötti, 19,8%-uk pedig 65 éves vagy idősebb. A lakosok 46%-a férfi, 54%-uk pedig nő.

### 2000
A 2000-es népszámláláskor a városnak 1588 lakója, 710 háztartása és 418 családja volt. A népsűrűség 411,5 fő/km². A lakóegységek száma 1641, sűrűségük 425,2 db/km². A lakosok 92,57%-a fehér, 0,19%-a afroamerikai, 0,88%-a indián, 0,31%-a ázsiai, 3,27%-a egyéb-, 2,77% pedig kettő vagy több etnikumú. A spanyol vagy latino származásúak aránya 10,52% (8,9% mexikói, 0,1% Puerto Ricó-i, 1,4% pedig egyéb spanyol/latino származású).
A háztartások 20,8%-ában élt 18 évnél fiatalabb. 49% házas, 7,3% egyedülálló nő; 41% pedig nem család. 33,5% egyedül élt; 13%-uk 65 éves vagy idősebb. Egy háztartásban átlagosan 2,11 személy élt; a családok átlagmérete 2,7 fő.
A város lakóinak 17,4%-a 18 évnél fiatalabb, 12,3%-a 18 és 24 év közötti, 21,5%-a 25 és 44 év közötti, 32,1%-a 45 és 64 év közötti, 16,7%-a pedig 65 éves vagy idősebb. A medián életkor 44 év volt. Minden 100 nőre 86,8 férfi jut; a 18 évnél idősebb nőknél ez az arány 84,4.
A háztartások medián bevétele 39 271 amerikai dollár, ez az érték családoknál $45 329. A férfiak medián keresete $31 250, míg a nőké $21 641. A város egy főre jutó bevétele (PCI) $24 465. A családok 8,2%-a, a teljes népesség 12%-a élt létminimum alatt; a 18 év alattiaknál ez a szám 16,3%, a 65 évnél idősebbeknél pedig 2,1%.

## Gazdaság
A város kedvelt pihenőhely, főleg a hely közelsége miatt idelátogató portlandiek körében.
A kisvárosi jelleg és a helyi kiskereskedelem védelme érdekében számos nagyobb láncnak (pl. Safeway vagy McDonald’s) megtiltották, hogy helyben üzletet nyissanak.

## Évente megrendezett események
Cannon Beach minden júniusban homokvár-építő versenyt rendez.
A függetlenség napja alkalmából felvonulást és katonai parádét tartanak.
A város galériái minden május első vasárnapján rendezik meg a Spring Unveiling művészeti kiállítást.
Novemberben rendezik meg a Stormy Weather Arts Festivalt, melynek keretében nyugati parti alkotók munkáit állítják ki, amiket az esemény végén tartott aukción meg is lehet vásárolni.

## Parkok és pihenés

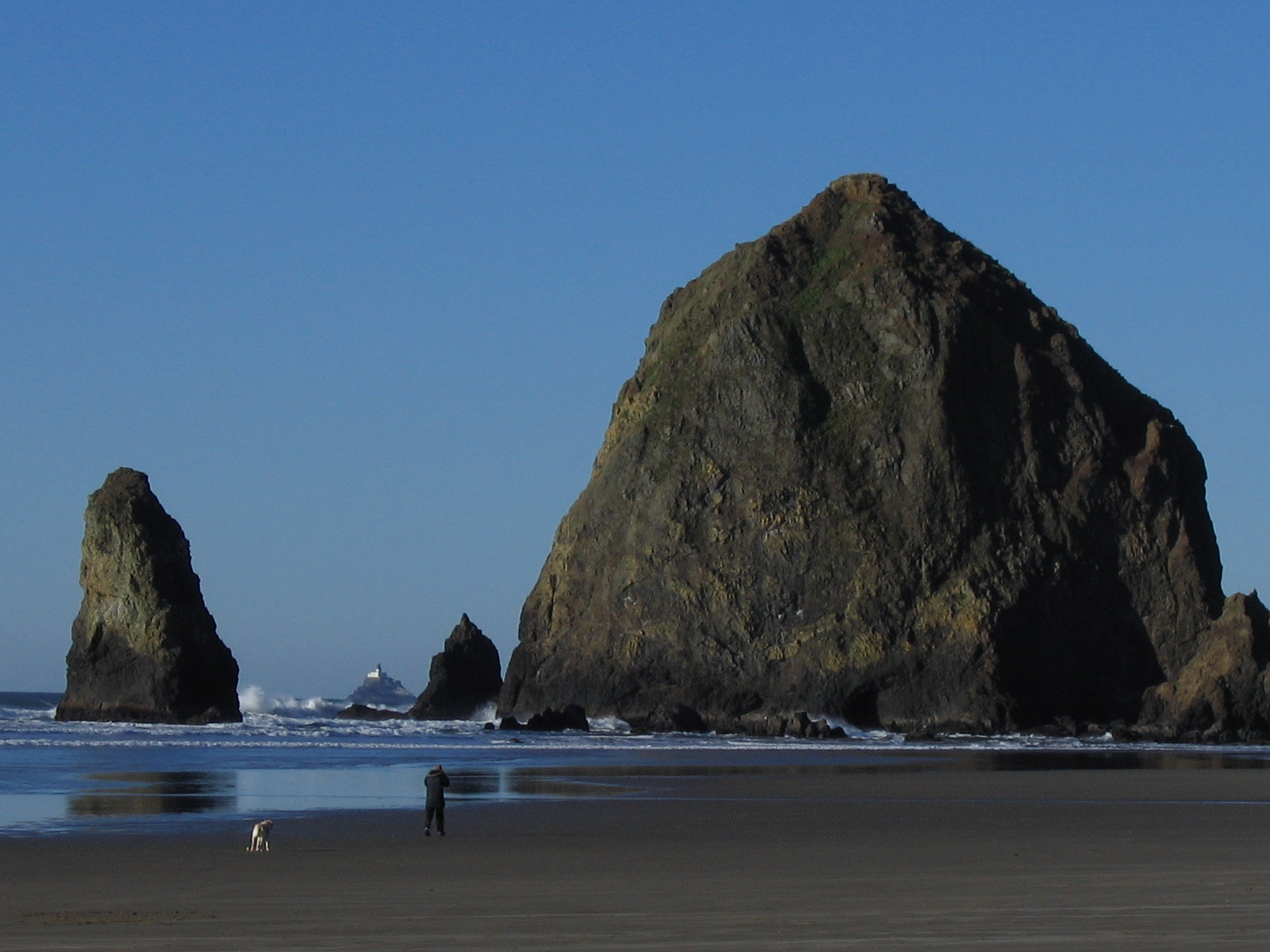
A Haystack-szikla

A város jellegzetessége belvárostól délnyugatra, a parton, a Tolovana Parktól nem messze elhelyezkedő Haystack-szikla. A 72 méter magas magmás kőzet könnyen megközelíthető árapály idején (főleg nyáron). A sziklában található egy kis alagút is, mely a partról is látható. Az Oregon Islands National Wildlife Refuge részeként a szikla védelem alatt áll, a szikla körüli 30 méteres körzet minden oldalról tiltott zónának számít. A sziklától nem messze találhatók a Tűk, mely két, egyenesen az ég felé néző, hegyes kőzet.
A városban négy park található: Haystack Hill State Park, Les Shirley Park, John Yeon State Natural Site (nem látogatható) és Tolovana Beach State Recreation Site.

## Média
A város lapja a minden második csütörtökön megjelenő Cannon Beach Gazette, mely politikával, hírekkel, sporttal és helyi eseményekkel foglalkozik. Az újság tulajdonosa és kiadója a Country Media, Inc.

### Film
Cannon Beach több filmben is szerepelt:
| Év   | Film          | Szerep            |
| ---- | ------------- | ----------------- |
| 1985 | Kincsvadászok | Parti autóverseny |
| 1991 | Holtpont      | A film végén      |
| 2008 | Twilight      | Szörfös jelenet   |

## Közlekedés
A város főutcája a Tolovana Parkon át, észak-déli irányban futó Hemlock Street, mely mindkét végén a 101-es útba torkollik.
Cannon Beach és Seaside között shuttle buszok is szállítanak utasokat, valamint Portland irányába közlekedik az Oregon POINT nevű intercity busz.

## Fordítás
Ez a szócikk részben vagy egészben  a   Cannon Beach, Oregon című angol Wikipédia-szócikk ezen változatának fordításán alapul.  Az eredeti cikk szerkesztőit annak laptörténete sorolja fel. Ez a jelzés csupán a megfogalmazás eredetét és a szerzői jogokat jelzi, nem szolgál a cikkben szereplő információk forrásmegjelöléseként.